# Brassói aprópecsenye
Le brassói aprópecsenye (« petit rôti de Brașov » en français) est un plat hongrois. Il s'agit d'un plat chaud à base de porc et de pommes de terre assaisonnés pouvant contenir de l'ail, de l'oignon, du paprika, de l'huile, du sel et du poivre, bien que plusieurs versions existent. L'origine du plat n'est pas clairement établie mais elle remonterait aux XIXe ou XXe siècles.

## Origine
La recette du brassói aprópecsenye est parfois attribuée à Nándor Gróf, le chef cuisinier de la compagnie de chemin de fer Magyar Államvasutak, qui aurait créé la recette en 1948 dans un train circulant entre Budapest et Brașov. Cette théorie est contestée par le chef György Dózsa qui indique que la recette est décrite pour la première fois dans un livre de cuisine du XIXe siècle et qui la définit comme celle d'un plat originaire de Brașov et composé de bœuf et d'ail. Endre Papp, ancien directeur de Mátyás Cellar of Vienna, assure quant à lui qu'il a préparé pour la première fois ce plat pour un concours d'innovation culinaire le 17 septembre 1950. Les habitants d'Óbuda, un quartier de Budapest, affirment que la recette a été créée par l'épouse du propriétaire du Weiss Pub (situé à Óbuda) pour l'anniversaire du maître charpentier Károly Brassóy ; le plat préparé est à base de porc accompagné de marjolaine, d'oignon et de tarhonya.
Au vu de son origine incertaine, même si son nom fait référence à la ville de Brașov, le plat n'aurait pas de rapport direct avec cette ville, mais aurait acquis ce nom pour le rendre plus traditionnel. De plus, le préfixe apró-, signifiant « minuscule », aurait été ajouté sarcastiquement au nom hongrois lorsque quelqu'un aurait accidentellement coupé la viande en morceaux trop petits,.